# Dolophilodes michelbacheri
Dolophilodes michelbacheri är en nattsländeart som först beskrevs av Ross 1956.  Dolophilodes michelbacheri ingår i släktet Dolophilodes och familjen stengömmenattsländor. Inga underarter finns listade i Catalogue of Life.